# Municipio de Holly (Minnesota)
El municipio de Holly (en inglés: Holly Township) es un municipio ubicado en el condado de Murray en el estado estadounidense de Minnesota. En el año 2010 tenía una población de 127 habitantes y una densidad poblacional de 1,37 personas por km².

## Geografía
El municipio de Holly se encuentra ubicado en las coordenadas 44°9′8″N 95°31′21″O / 44.15222, -95.52250. Según la Oficina del Censo de los Estados Unidos, el municipio tiene una superficie total de 92.56 km², de la cual 92,56 km² corresponden a tierra firme y (0 %) 0 km² es agua.

## Demografía
Según el censo de 2010, había 127 personas residiendo en el municipio de Holly. La densidad de población era de 1,37 hab./km². De los 127 habitantes, el municipio de Holly estaba compuesto por el 96,85 % blancos, el 1,57 % eran isleños del Pacífico y el 1,57 % eran de una mezcla de razas. Del total de la población el 4,72 % eran hispanos o latinos de cualquier raza.